# Péntek esti gáz
A Péntek esti gáz (eredeti címe: Next Friday) egy 2000-es amerikai vígjáték, amelyet Steve Carr rendezett. A produkció főszerepében Ice Cube, Mike Epps és John Witherspoon. A Péntek esti gáz a Péntek-trilógia második része. Előzményét 1995-ben mutatták be Végre péntek címmel. A harmadik, és egyben utolsó rész 2002-ben jelent meg Már megint péntek címmel.
A film premierjét 2000. január 11-én mutatták be az Egyesült Államokban. Magyarországon június 29-től volt látható a mozikban. Bár a kritikusoknak csalódás volt a film, a Péntek esti gáz pénzügyileg sikeres produkció volt.

## Cselekmény
Miután kiderül, hogy Deebo megszökött a börtönből, hogy bosszút álljon Craigen, Craig Rancho Cucamongába költözik nagybátyjához, Elroyhoz, és unokatestvéréhez, Day-Dayhez. Elroyék nemrég megnyerték a lottót, amiből a házat és az autót vették, de az adósságaikat már nem tudják finanszírozni. 
Day-Day egy lemezboltban dolgozik, ahonnan később kirúgják, mikor a tulajdonos azt hiszi Craigre, hogy betörő. Craig a szomszédokra lesz figyelmes, akik egy szivattyút cipelnek. A testvérpárt Jokereknek hívják, és valószínűleg készpénzt rejtegetnek. Craig betör a testvérekhez, amíg Day-Day és munkatársa, Roach elterelik a figyelmet. Bár Craignek sikerül pénzhez jutnia, a másik két férfit foglyul ejtik. 
Craig apja, Willie, meglátogatja Elroyt, de véletlenül magával hozza Deebót és testvérét, Tyrone-t a csomagtartóban. Craig, Willie és Elroy úgy döntenek, hogy megmentik Day-Dayt és Roachot. Willie és Elroy hatástalanítja a két Joker-testvért, Craig pedig a harmadikkal birkózik. Mikor úgy tűnik, hogy a harmadik testvér legyőzi Craiget, megjelenik Deebo, és fegyvert fog Craigre. A Joker-testvérek kutyája megharapja Deebót, a kiérkező rendőrség pedig letartóztatja őt és testvérét, valamint a Jokereket. 
Craig elmegy a testvérek szivattyújával, és hazatér apjával, mikor Day-Day autóját várandós barátnője betöri egy téglával.

## Szereplők
| Szerep                           | Színész          | Magyar hangja       |
| -------------------------------- | ---------------- | ------------------- |
| Craig Jones                      | Ice Cube         | Gesztesi Károly     |
| D'Wana                           | Tamala Jones     | Timkó Eszter        |
| Day-Day Jones                    | Mike Epps        | Kálid Artúr         |
| Elroy Jones                      | Don "DC" Curry   | Dörner György       |
| Willie Jones                     | John Witherspoon | Kránitz Lajos       |
| Deebo                            | Tommy Lister     | Both András         |
| Suga                             | Kym Whitley      | Kocsis Mariann      |
| Roach                            | Justin Pierce    | Csőre Gábor         |
| Joker                            | Jacob Vargas     | Kálloy Molnár Péter |
| Mrs Ho-Kym                       | Amy Hill         | Pásztor Erzsi       |
| Karla Joker                      | Lisa Rodríguez   | Kéri Kitty          |
| Tyrone                           | Sticky Fingaz    | Vári Attila         |
| Pinky                            | Clifton Powell   | Besenczi Árpád      |
| Lil Joker                        | Lobo Sebastian   | Faragó András       |
| Baby Joker                       | Rolando Molina   | Jászai László       |
| Baby D'                          | The Lady of Rage | Makay Andrea        |
| vásárló                          | Michael Blackson | Földi Tamás         |
| postás az adózási felszólítással | Michael Rapaport | n.a                 |
| Smokey (archív felvétel)         | Chris Tucker     | n.a                 |

## Fogadtatás

### Kritikai visszhang
A film vegyes fogadtatásra lelt. A Rotten Tomatoeson 21%-os minősítést ért el 66 értékelés alapján, az összefoglaló szerint: „A Péntek esti gázból hiányzik az eredeti Végre péntek szórakozása. A film kusza és cselekmény nélküli, és a viccesen vulgáris gegekre támaszkodik.” Roger Moore az Orlando Sentineltől azt írta: „Cube összefüggéstelen, komolytalan kábulatban sétál végig ebben a filmben, felgyújtva egy nyilvánvalóan nagy tehetséget az olcsó nevetés és a nagy kasszasikerek érdekében.” Tom Keogh a Film.com-tól azt írta: „A Péntek esti gázra végül úgy fognak emlékezni, mint egy eldobható bohózatra, de amely boldog emléket hagy maga után.” Michael O'Sullivan a Washington Posttól azt írta: „A Péntek estében minden megvan, amit a Végre péntekben szerettél.”
A MetaCritic 41 pontot adott a 100-ból 25 értékelés alapján. Jonathan Rosenbaum a Chicago Readertől azt írta: „Nem nagy durranás, de jól eltöltött idő.” Owen Gleiberman az Entertainment Weeklytől azt írta: „Magasan indul, fokozatosan leáll, majd meghal.” Jay Carr a Boston Globe-tól azt írta: „A cselekmény többnyire szellemtelen és kiszámítható. A kétségbeesés és a közönség iránti tisztelet hiányának egyik fokmérője, hogy milyen gyakran próbál humort kicsikarni a puffadásból és az ürülékkel kapcsolatos gegekből.”

### Bevétel adatai
A Box Office Mojo szerint a film nyereséges volt. A stúdió 11 millió dollárt költött, amire 59,8 millió dollár érkezett be bevétel címén.